# 1, 2, 3 (Lil' Kleine)
1, 2, 3 is een single van de Nederlandse rapper Lil' Kleine in samenwerking met rapper Ronnie Flex uit 2016. Het stond in hetzelfde jaar als vijfde track op het album WOP! van Lil' Kleine.

## Achtergrond
1, 2, 3 is geschreven door Ronell Plasschaert, Julien Willemsen, Jorik Scholten en geproduceerd door Jack $hirak. Het is een nederhopnummer dat gaat over het gebruik van drugs. Het lied kan worden gezien als opvolger van de hit Drank & drugs, ook gerapt door beide artiesten. In het nummer worden meerdere referenties naar de voorganger gemaakt. Zo zit er de regel "Alle tieners zeggen nee tegen drugs met een C" in 1, 2, 3, wat een aanpassing is op de regel "Alle tieners zeggen ja tegen MDMA" uit Drank & drugs. Daarnaast wordt er in het lied ook gezegd door Lil' Kleine dat hij niks heeft met de SGP en niet van de commotie houdt, waarmee hij refereert naar het commentaar dat SGP had op Drank & drugs. Op het album is de track dat voor het nummer staat een intro op het lied. Deze intro is een opname van een toespraak van toenmalige staatssecretaris Martin van Rijn in de Tweede Kamer over het controversiële Drank & drugs. De single heeft in Nederland de dubbel platina status.

## Andere versies
Van het lied bestaan meerdere versies. Twee maanden na de originele uitgave, kwamen de artiesten met drie remixen. De eerste remix was gemaakt door Explicit, de tweede door ChildsPlay en Cvtfish en de derde door Navarra. Daarnaast hebben de rappers, nadat ze dit al eerder met Drank & drugs hadden gedaan, een Duitse versie van het lied opgenomen.

## Hitnoteringen
De artiesten hadden groot succes met het lied in Nederland en in mindere mate in België. In de Nederlandse Single Top 100 kwam het tot de derde plaats en was het vijftien weken te vinden. De piekpositie in de Nederlandse Top 40 was de vijfde plek. Het stond in totaal acht weken in deze hitlijst. Er was geen notering in de Vlaamse Ultratop 50, maar het kwam tot de dertigste plaats van de Ultratip 100.